# Rhynchonkos
Rhynchonkos is een geslacht van uitgestorven microsauria. Het is het enige bekende lid van de familie Rhynchonkidae. Oorspronkelijk bekend als Goniorhynchus, werd het hernoemd in 1981 omdat de naam al aan een ander geslacht was gegeven. De familie heette ook oorspronkelijk Goniorhynchidae, maar werd hernoemd in 1988. Het type en de enige bekende soort is R. stovalli, gevonden in de Onder-Permische Fairmont Shale in Cleveland County (Oklahoma). Rhynchonkos heeft veel overeenkomsten met Eocaecilia, een vroege wormsalamander uit het Onder-Jura van Arizona. Overeenkomsten tussen Rhynchonkos en Eocaecilia zijn genomen als bewijs dat wormsalamanders afstammelingen zijn van microsauriërs. Een dergelijke verwantschap wordt echter niet langer algemeen geaccepteerd.

## Beschrijving
Rhynchonkos had een langwerpig lichaam met ten minste zevenendertig presacrale wervels. De meeste wervels hebben ribben. In tegenstelling tot andere Microsauria mist de atlas van Rhynchonkos ribben. Zowel Rhynchonkos als Euryodus hebben atlassen die sterk lijken op die van Nectridea. Net als bij Nectridea is de boog van de atlas aan het centrum bevestigd, hoewel dit waarschijnlijk het gevolg is van convergentie. De schedel is driehoekig in bovenaanzicht. De ledematen zijn erg klein. Het heeft een puntige, overhangende snuit die zich voorbij de tandenrij uitstrekt. Er zijn vijf of zes premaxillaire tanden en zestien maxillaire tanden, die allemaal smal en pinvormig zijn. Het verhemelte heeft ook tanden, met rijen op de ectopterygoïde, palatine en ploegschaarbeen. De botten van het schedeldak zijn vergelijkbaar met die van gymnarthriden. Er zijn twee rijen tanden naast elkaar in de onderkaak, met een marginale rij op de tandkas en een binnenste rij op de coronoïde.

## Classificatie
Rhynchonkos werd voor het eerst beschreven als Goniorhynchus door Olson (1970). De naam Goniorhynchus werd echter in beslag genomen door een Indiase mot in 1896. Vanwege deze preoccupatie werd het omgedoopt tot Rhynchonkos, "neushaak") door Schultze en Foreman (1981). Rhynchonkos werd voor het eerst beschreven als een gymnarthride, maar werd al snel in zijn eigen familie geplaatst, die aanvankelijk Goniorhynchidae heette. Goniorhynchidae werd echter benoemd voordat Rhynchonkos werd gegeven als een vervangende naam voor het geslacht. Onder verwijzing naar wat momenteel artikel 39 van de International Code of Zoological Nomenclature is, wees Zanon (1988) erop dat als een familie al de naam Goniorhynchidae moet dragen, deze moet verwijzen naar het geldige geslacht Goniorhynchus Hampson, 1896, niet naar de ongeldige Goniorhynchus, Olson, 1970. Daarom bedacht hij de vervangende naam Rhynchonkidae, die in sommige werken is gebruikt.

### Relatie tot wormsalamanders
Rhynchonkos deelt veel kenmerken met de vroege wormsalamander Eocaecilia, waaronder een langwerpige snuit, kleine ledematen en een vergelijkbare schedel. Op basis van deze kenmerken is gesuggereerd dat wormsalamanders afkomstig zijn van Rhynchonkos of een andere nauw verwante microsauriër. Carroll en Currie (1975), de eerste die deze mogelijke relatie suggereerden, constateerden overeenkomsten in de slaapvensters, palatinale structuur, hersensamenstelling en mandibulair gebit. In de slaap van de schedels van Rhynchonkos en wormsalamanders is het aantal botten verminderd. Zowel Rhynchonkos als wormsalamanders bezitten een primitieve combinatie van palatinale botten, inclusief de ectopterygoïde. De twee taxa hebben ook rijen tanden in de muil naast de marginale rijen op de maxilla en premaxilla. Carroll en Currie vermeldden ook dat Rhynchonkos en wormsalamanders een pleurosphenoïde hebben dat het otic-occipitale deel van de hersenpan verbindt met de sphenethmoïde, een kenmerk dat zij als uniek beschouwden onder amfibieën. De aangrenzende tandenrijen op de coronoïde en de dentaria van Rhynchonkos werden ook beschouwd als een kenmerk dat het verbond met wormsalamanders.
Ondanks deze overeenkomsten zijn veel van de kenmerken die een nauwe verwantschap tussen Rhynchonkos en wormsalamanders suggereerden, sindsdien als primitief, convergent of onbepaald beschouwd. Tandenrijen in het verhemelte zijn bijvoorbeeld meerdere keren onafhankelijk geëvolueerd in vroege amfibieën.  Het algemene uiterlijk van Rhynchonkos is vergelijkbaar met dat van wormsalamanders, maar is ook vergelijkbaar met andere amfibieën die onafhankelijk langwerpige lichamen hebben ontwikkeld. Adelospondyli, Lysorophia, Aïstopoda en sommige salamanders hebben allemaal een verhoogd aantal wervels die het lichaam verlengen. Verminderde ledematen worden gezien in veel water- of gravende amfibieën en zijn niet uniek voor microsauriërs en wormsalamanders.